# Cannes-Centre (tổng)
Tổng Cannes-Centre là một tổng của Pháp. Tổng này nằm ở tỉnh Alpes-Maritimes trong vùng Provence-Alpes-Côte d’Azur.

## Các đơn vị hành chính
Tổng Cannes-Centre gồm phân trung tâm thị xã Cannes.

## Lịch sử
| Ngày bầu cử | Tên                 | Đảng    | Tư cách                          |
| ----------- | ------------------- | ------- | -------------------------------- |
|             |                     |         |                                  |
| 1985        | M. Jacques Dozol    | RPR-UDF | Conseiller municipal de Cannes   |
| 1988        | M. Jacques Dozol    | RPR-UDF | Conseiller municipal de Cannes   |
| 1994        | M. Albert Lopez     | UDF     | Phó thị trưởng của Cannes        |
| 2001        | M. Philippe Tabarot | DL      | Phó chủ tịch của Conseil Général |
| 2008        | M. Philippe Tabarot | DVD     | Phó chủ tịch của Conseil Général |

## Biến động dân số
| 1882                                         | 1926 | 1962 | 1968 | 1975 | 1982 | 1990 | 1999   |
|                                              |      |      |      |      |      |      | 26 550 |
| -------------------------------------------- | ---- | ---- | ---- | ---- | ---- | ---- | ------ |
| Số liệu từ năm 1990: Dân số không tính trùng |      |      |      |      |      |      |        |